# Licet multa
Mit der  Enzyklika Licet multa vom 3. August 1881 wendet sich Papst Leo XIII. an Victor-Augustin-Isidore Dechamps, Kardinal und Primas von Belgien und an alle belgischen Bischöfe. Er befasst sich in diesem apostolischen Rundschreiben mit der Kirche in Belgien; Anlass hierzu war der Schulstreit in Belgien.

## Schulstreit in Belgien
Während des Schulstreits in Belgien stritt man zwischen den öffentlich-staatlichen Schulen und der katholischen Kirche um die Durchführung des Religionsunterrichts. Die staatlichen Schulen verfolgten einen neutralen und von der Kirche getrennten Kurs. Ausschlaggebend für diese Enzyklika war der erste Schulstreit von 1878 bis 1884. Die römisch-katholische Kirche forderte die Beibehaltung des katholischen Religionsunterrichts.

## Aufruf zur Einheit im Glauben
In seiner Einleitung geht Papst Leo XIII. zunächst auf das bisher gute Verhältnis und die Treue der belgischen Katholiken ein, er zollt ihnen Lob und Anerkennung. Besonders hebt er die Ausbildung der Kinder in den Grundschulen hervor. Diese christliche Ausbildung könne als eine Grundlage in den weiterführenden Kollegs und Universitäten nützlich sein. Man könne jedoch nicht gleichgültig bleiben, wenn dieses bisherige gute Verhältnis gefährdet sei, und es dürfe auch nicht geschehen, dass sich die Gläubigen in zwei Lager spalteten. In der Folge seines Lehrschreibens warnt der Papst vor dem Zerfall der gemeinsamen Kirche, er bittet den Primas von Belgien mit allen ihm gegebenen Mitteln den Spaltungsprozess zu verhindern.

## Exhortatio
In der abschließenden Exhortatio ermahnt Leo XIII. den Primas von Belgien und ermuntert ihn, mit aller Wachsamkeit für die Männer einzutreten, die in besonderer Verantwortung für die Ausbildung der Jugend stünden. Alle die mit der Wissenschaft des Unterrichtens betrauten Personen ermuntert er, einig in der Lehre Gottes zu bleiben, denn die Vermittlung des Unterrichts erlaube keine Freiheit und Meinung.